# 대동 라베가
대동 라베가(Daedong LAVEGA)는 대한민국의 배틀그라운드 프로게임단이다.

## 연혁
- 2018년 5월 15일 : ROCCAT ARMOR 창단
- 2019년 : LAVEGA로 팀명 변경
- 2020년 12월 10일 : 어바웃더앱에 인수 및 ATA LAVEGA로 팀명 변경
- 2021년 7월 14일 : ATA로 팀명 변경
- 2023년 2월 2일 : 대동과의 네이밍 스폰 계약 체결에 의해 Daedong LAVEGA로 팀명 변경

## 소속 선수
- 감독 : 박영민

| 이름   | 아이디  | 비고 |
| ------ | ------- | ---- |
| 문지훈 | F1ame   |      |
| 이재성 | ZeniTh  | 주장 |
| 조정민 | JangGu  |      |
| 진현민 | NOmer3y |      |

## 주요 성적
주요 대회 우승 1회, 준우승 3회
- 아프리카TV 펍지 리그 시즌 1 10위
- 2018 핫식스 펍지 서바이벌 시리즈 시즌 1 프로 투어 준우승
- 아프리카TV 펍지 리그 시즌 2 17위
- 2018 핫식스 펍지 서바이벌 시리즈 시즌 2 프로 투어 14위
- KT 10기가 인터넷 펍지 코리아 리그 2018 하반기 8위
- 2019 핫식스 펍지 코리아 리그 페이즈 1 9위
- 2019 핫식스 펍지 코리아 리그 페이즈 2 13위
- 2019 핫식스 펍지 코리아 리그 페이즈 3 14위
- 배틀그라운드 스매쉬컵 시즌 1 9위
- 배틀그라운드 스매쉬컵 시즌 2 3위
- 펍지 콘티넨탈 시리즈 2(아시아) 7위
- 2020 한일교류전 3위
- 배틀그라운드 스매쉬컵 시즌 3 7위
- 2020 아프리카TV 펍지 리그 윈터 시즌 17위
- TMC 글로벌 인비테이셔널 2020 16위
- 2021 펍지 위클리 시리즈: 동아시아 프리시즌 4위
- 2021 PGL 아시아컵 1주차 준우승
- 2021 PGL 아시아컵 2주차 3위
- 2021 펍지 위클리 시리즈: 동아시아 페이즈 1 10위
- 배틀그라운드 스매쉬컵 시즌 4 우승
- TMC 글로벌 인비테이셔널 2021 준우승
- 2021 펍지 위클리 시리즈: 동아시아 페이즈 2 3위
- 배틀그라운드 스매쉬컵 시즌 5 7위
- 펍지 콘티넨탈 시리즈 5(아시아) 6위
- 2021 아프리카TV 펍지 리그 폴 시즌 12위
- 2022 펍지 위클리 시리즈: 동아시아 페이즈 1 12위

## 우승 기록
- 배틀그라운드 스매쉬컵 시즌 4 (ATA LAVEGA)